# 삼국지 온라인
삼국지 온라인(三國志 Online, Sangokushi Online) 은 코에이 싱가포르에서 개발한, MMORPG 게임이다.
2008년 2월 29일 일본에서 서비스를 시작하여 대만, 중국 , 대한민국 등에서도 차례로 서비스 되기 시작하였으며, 일본에서는 2010년 7월 19일 서비스를 종료하고, 대한민국에서는 엔트리브에서 2009년 11월 24일부터 오픈베타를 개시하여, 2010년 7월 6일에 서비스를 정식 종료하였다.

## 대한민국에서의 삼국지 온라인
코에이사가 개발한 다중접속 형식의 게임으로는 대항해시대 온라인, 진삼국무쌍 온라인에 이어 3번째로 대한민국에 서비스 되었다. 대한민국에서는 엔트리브에서 2009년 11월 24일부터 오픈베타를 개시하여 대중에 공개되었다. 코에이사의 대표작으로 많은 마니아 팬들을 지니고 있는 삼국지컨텐츠라는 점에서 서비스 초기에는 서버가 다운되고, 독특한 게임성으로 호평을 받는 등 일부 관심을 모았으나, 컨텐츠의 부족과 생소한 인터페이스, 원작자의 지나친 검수에 따른 늦은 업데이트 등이 원인이 되어, 최대 500명을 수용할 수 있다는 합전에서도 그 수에 턱없이 못 미치는 참가자들이 플레이하는 현상이 발생하였고, 이는 유저의 이탈로 이어졌다.
게다가 게임 개발의 본부격인 일본에서조차도 2010년 5월 13일에 2010년 7월 19일 서비스를 종료한다고 공식 발표하게 되자, 대한민국에서는 미처 정식서비스를 하지도 못하고 오픈베타 단계에서 225일만에 서비스 종료를 결정하게 되었다.